# Небесний глобус

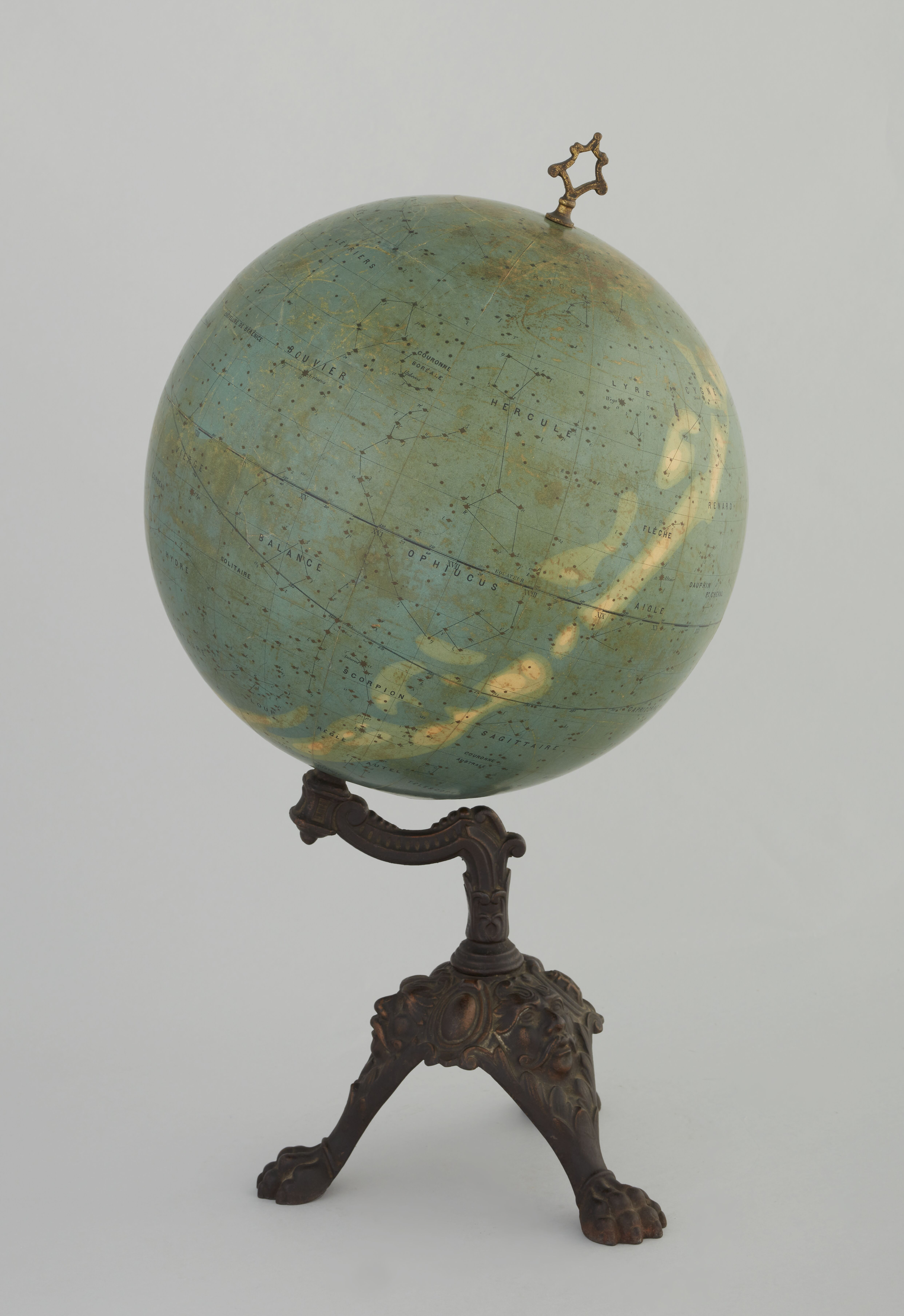
Небесний глобус, бл. 1900 року

Небесний глобус показує видиме положення зір на небі. Зазвичай він не показує Сонце, Місяць і планети, оскільки положення цих тіл змінюється відносно положення зір, але вказано екліптику, вздовж якої рухається Сонце.
Існує проблема щодо орієнтації небесних глобусів. Якщо глобус побудований таким чином, що зорі знаходяться в тих положеннях, які вони фактично займають на уявній небесній сфері, то зоряне небо на поверхні глобуса виглядає перевернутим (усі сузір'я виглядають як їхні дзеркальні відображення). Втім частіше небесні глобуси створюють у дзеркальному відображенні, щоб сузір'я виглядали так, як їх видно з Землі. Небесні глобуси з правильним розміщенням сузір'їв часто розглядають у дзеркалі, і тоді сузір'я мають свій звичний вигляд. Тому назви сузір'їв на таких глобусах іноді друкують у дзеркальному відображення, щоб його легше було читати у дзеркалі.
До відкриття Коперником у XVI столітті того, що Сонячна система є геліоцентричною, зорі зазвичай вважали прикріпленими до внутрішньої частини сфери, що оточує Землю та обертається навколо неї. Керуючись цими ідеями, астрономи Середньовіччя, як мусульманські, так і християнські, створювали небесні глобуси, зображаючи на них розташування зір. У своїй найпростішій формі небесні глобуси зображують зорі так, ніби глядач дивиться на небо як на сферу, що оточує Землю.